# Big L
Lamont Coleman (Harlem, Nova York, 30 de maig de 1974 – Harlem, Nova York, 15 de febrer de 1999), conegut artísticament com a Big L, fou un raper nord-americà considerat un dels més grans lírics de la història del hip-hop i un dels pioners del subgènere horrorcore.

### Primera vida i començaments
Lamont Coleman va néixer al barri de Harlem, Nova York, sent el fill més jove de Gilda Terry (morta el 2008) i Charles Davis, qui va abandonar la família durant la infantesa de Coleman. Tenia dos germans grans, Donald Coleman i Leroy Phinazee (mort el 2002). De petit, Coleman rebé els sobrenoms de “Little L” i ‘‘Mont ‘Mont”. A l’edat de 12 anys es convertí en un gran fan del hip-hop i començà a practicar freestyle amb altres joves del barri.
El 1990 fundà un grup anomenat Three the Hard Way, format per ell mateix, Doc Reem i Rodney. Però, davant la manca d’entusiasme dels membres, el grup es dissolgué ràpidament i fou reformat com Two Hard Motherfuckers després de la marxa de Rodney. En aquest moment, començà a ser conegut com a “Big L”. Durant l’estiu de 1990, conegué el raper Lord Finesse en una sessió d’autògrafs en una botiga de discos al carrer 125. Després de fer un freestyle, Big L i Lord Finesse intercanviaren contactes.
Coleman assistí a l’institut Julia Richman High School, on va destacar en batalles de freestyle als carrers i passadissos del barri, així com en micròfons oberts en festes de cases i carrers. Es graduà el 1992.

### Carrera musical
El 1995, Big L signà amb Columbia Records i llançà el seu primer àlbum, Lifestylez ov da Poor & Dangerous, un treball que molts fans consideren avui un clàssic del gènere. El seu estil es caracteritzava pel joc de paraules, l’ús de metàfores i un gran domini del llenguatge. Segons AllMusic, HipHopDX i The Source, Coleman és considerat un dels millors narradors del hip-hop.
Big L també és reconegut com un dels pioners del gènere horrorcore amb cançons com “Devil Son” (1992). Malgrat això, no tota la seva obra encaixa en aquest estil. Per exemple, en el tema “Street Struck”, aborda les dificultats de créixer en un entorn marginal i els efectes d’una vida de crim. La cançó “Ebonics” és considerada una demostració magistral del seu talent líric, on mostra un domini impressionant del llenguatge col·loquial.

### Mort
El 15 de febrer de 1999, Big L fou assassinat en un tiroteig al carrer 139 de Harlem, on va rebre nou impactes de bala al rostre i el pit. La policia arrestà Gerard Woodley, un amic d’infantesa, com a sospitós del crim, tot i que fou posat en llibertat poc després. Segons la policia, “hi havia una bona possibilitat” que l’assassinat fos una revenja per actes presumptament comesos pel germà de Big L. El cas continua sense resoldre.
Woodley fou posteriorment assassinat el 24 de juny de 2016, al mateix barri de Harlem.
Big L està enterrat al cementiri George Washington Memorial Park, a Paramus, Nova Jersey.

### Llegat
Big L és reconegut com un dels millors MC de la història del hip-hop. Diversos autors el descriuen com un mestre de les metàfores i del “punchline”. La seva influència en el gènere es manté viva, i artistes com Nas han destacat el seu impacte: “Quan vaig escoltar-lo per primera vegada, em va espantar. Vaig pensar: ‘No hi ha manera de competir amb això’.”
Malgrat la seva curta carrera, Big L deixà una petjada indeleble en el hip-hop, tant pel seu talent líric com per la seva capacitat per explicar històries des de la realitat dels carrers de Harlem.